# Soborsin község
Soborsin község (románul: Comuna Săvârșin) község Arad megyében, Romániában. Központja Soborsin, beosztott falvai Felsőköves, Kaprióra, Marosnagyvölgy, Pernyefalva, Temesd, Tok, Trojás, Áldásos.

## Népessége
A 2011-es népszámlálás adatai alapján a község népessége 2890 fő volt.